# Rio Tavares

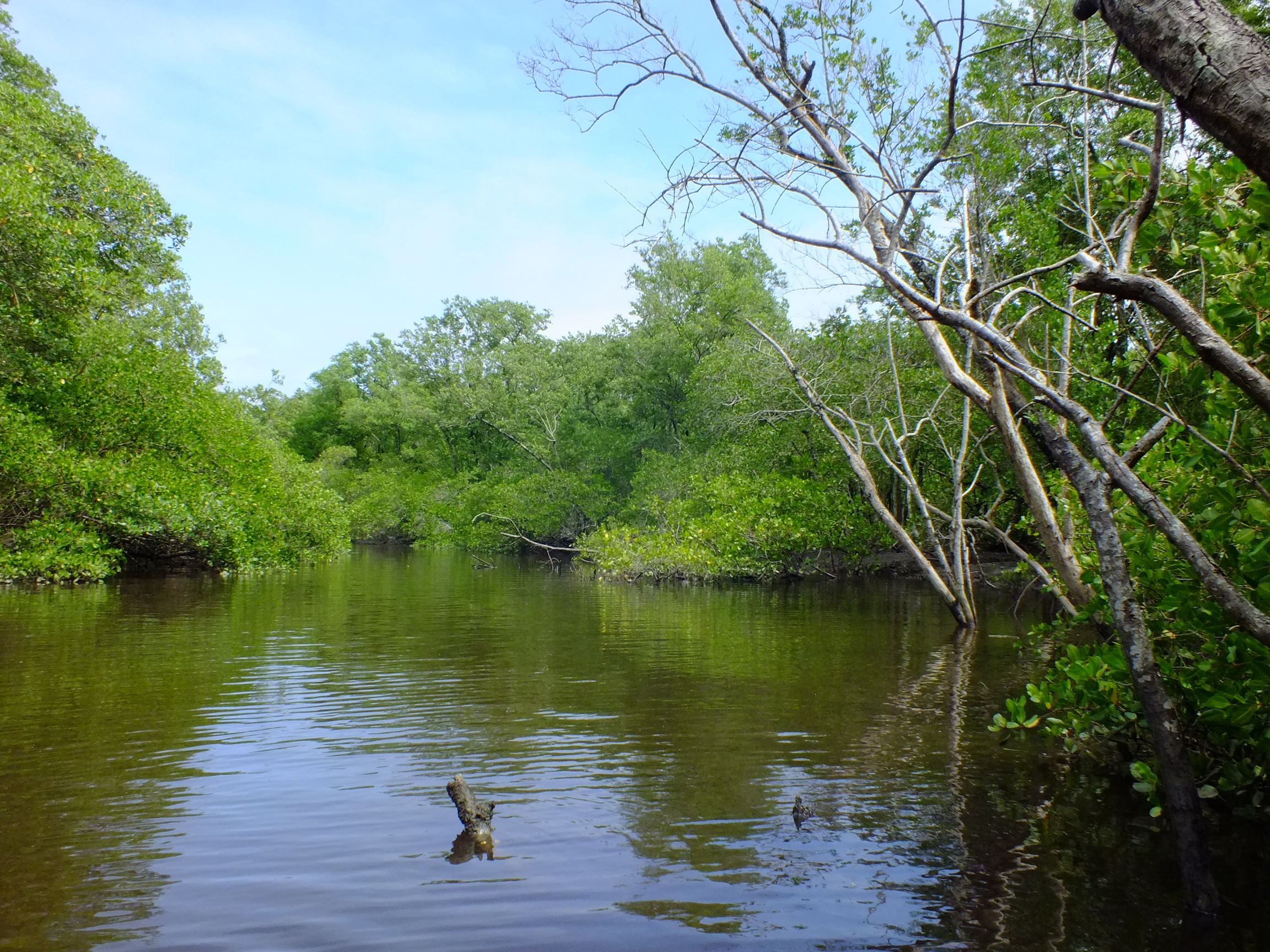
Le Rio Tavares dans la mangrove.

Le rio Tavares est un fleuve brésilien de l'État de Santa Catarina.
Il s'agit d'un petit cours d'eau qui n'a d'importance qu'à l'échelle de l'île de Santa Catarina. Il donne son nom à la localité de Rio Tavares, dans le district de Campeche, au centre de l'île.
Il se jette dans la baie Sud, après avoir traversé la mangrove à laquelle il donne son nom.